# Impatiens delabathiana
Impatiens delabathiana är en balsaminväxtart som beskrevs av Fischer och Raheliv. Impatiens delabathiana ingår i släktet balsaminer, och familjen balsaminväxter. Inga underarter finns listade i Catalogue of Life.